# Luís Gervasoni
Luís Gervasoni meglio conosciuto come Itália (Rio de Janeiro, 22 maggio 1907 – Rio de Janeiro, 1963) è stato un calciatore brasiliano.

## Carriera
In carriera, Itália ha vestito le maglie del Bangu e del Vasco da Gama. Con la Nazionale brasiliana ha partecipato al Mondiale 1930.

## Palmarès

### Club
- Campionato Carioca: 3

Vasco da Gama: 1929, 1934, 1936

### Nazionale
- Coppa Rio Branco: 1

1932